# TJ BOPO Třebíč
TJ BOPO Třebíč (celým názvem: Tělovýchovná jednota Boty – Ponožky Třebíč) byl český fotbalový klub, který sídlil v moravské Třebíči. Založen byl roku 1936 jako SK Borovina Třebíč. Celá historie oddílu souvisela s textilním průmyslem v Třebíči. Fotbalový odbor zanikl v roce 2002 sloučením s FC Slavia Třebíč do HFK Třebíč.
V celkově sedmi ročnících (1941/42 – 1943/44, 1945/46, 1951, 1952 a 1955) se účastnil druhé nejvyšší soutěže. Na konci druholigového ročníku 1945/46 klub doplatil na zúžení Moravskoslezské divize na 14 účastníků od sezony 1946/47, z tohoto důvodu sestupovalo 5 klubů. Ve 3. nejvyšší soutěži se objevil naposled v ročníku 1961/62, poté působil převážně v jihomoravských krajských soutěžích.

## Historické názvy
- 1936 – SK Borovina Třebíč (Sportovní klub Borovina Třebíč)
- 1948 – JTO Sokol Borovina Třebíč (Jednotná tělovýchovná organisace Sokol Borovina Třebíč)
- 1949 – JTO Sokol Třebíč „A“ (Jednotná tělovýchovná organisace Sokol Třebíč „A“)
- 1951 – ZSJ KZ Třebíč (Závodní sokolská jednota Klimentovy závody Třebíč)
- 1953 – DSO Jiskra Třebíč (Dobrovolná sportovní organisace Jiskra Třebíč)
- 1956 – TJ Jiskra ZGK Třebíč (Tělovýchovná jednota Závody Gustava Klimenta Třebíč)
- 1969 – TJ BOPO Třebíč (Tělovýchovná jednota Boty – Ponožky Třebíč)
- 2002 – zánik fotbalového odboru sloučením s FC Slavia Třebíč do HFK Třebíč.

## Stručná historie oddílu
Oddíl byl založen roku 1936 jako SK Borovina Třebíč. Název nesl po Borovině, třebíčské městské části a západomoravském středisku Baťovy obuvnické, punčochárenské a koželužské výroby. Klub vybudoval vlastní hřiště za třebíčskou nemocnicí – „Na Radostíně“.
- Karel Burkert – Pětkrát reprezentoval Československo (1934–1938), jednou Čechy a Moravu (1939) a jednou pod jménem Burkertov dokonce Bulharsko (1934, během svého působení v Levski Sofia), byl prvoligovým brankářem klubu SK Židenice (dnešní Zbrojovka Brno), v Borovině působil od roku 1941.
- Ivan Novák – Třikrát reprezentoval Československo (1966). V Třebíči hrál v letech 1951–1960, v nejvyšší soutěži hrál za Královopolskou (KPS) Brno a Duklu Praha.[3]
- Karel Černý – Začínal jako hokejista v Horácké Slavii, kde hrával i kopanou. Do Jiskry přestoupil sice jako fotbalista, ale i zde se věnoval hokeji. Po skončení bohaté sportovní činnosti byl několik sezon hokejovým trenérem mládeže ve Spartaku.[4]
- Antonín Holčák – Za Jiskru hrál do podzimu roku 1965, pak přestoupil do Spartaku, kde se později stal i kapitánem mužstva. Byl mnohonásobným reprezentantem Třebíče nejen v hokeji, ale také v kopané.
- Jaromír Čejka, fotbalista oddílu, který posléze odpískal více než 7 tisíc fotbalových utkání[5]

## Perleťový pohár
Jednou se účastnil Perleťového poháru v Žirovnici (prvního poúnorového v neděli 8. srpna 1948) a obsadil 3. místo.

## Umístění v jednotlivých sezonách
Legenda: Z – zápasy, V – výhry, R – remízy, P – porážky, VG – vstřelené góly, OG – obdržené góly, +/− – rozdíl skóre, B – body, červené podbarvení – sestup, zelené podbarvení – postup, fialové podbarvení – reorganizace, změna skupiny či soutěže
| Československo (1936 – 1939)             |                                                            |                                                            |                                                            |                                                            |                                                            |                                                            |                                                            |                                                            |                                                            |                                                            |                                                            |
| Sezóna                                   | Liga                                                       | Úroveň                                                     | Z                                                          | V                                                          | R                                                          | P                                                          | VG                                                         | OG                                                         | +/−                                                        | B                                                          | Pozice                                                     |
| 1936/37                                  | III. třída BZMŽF – III. okrsek                             | 6                                                          |                                                            | ...                                                        | ...                                                        | ...                                                        | ...                                                        | ...                                                        | ...                                                        |                                                            |                                                            |
| 1937/38                                  | II. třída BZMŽF                                            | 5                                                          |                                                            | ...                                                        | ...                                                        | ...                                                        | ...                                                        | ...                                                        | ...                                                        |                                                            |                                                            |
| 1938/39                                  | I. B třída BZMŽF – I. okrsek                               | 4                                                          |                                                            | ...                                                        | ...                                                        | ...                                                        | ...                                                        | ...                                                        | ...                                                        |                                                            | 1.                                                         |
| Protektorát Čechy a Morava (1939 – 1945) |                                                            |                                                            |                                                            |                                                            |                                                            |                                                            |                                                            |                                                            |                                                            |                                                            |                                                            |
| Sezóna                                   | Liga                                                       | Úroveň                                                     | Z                                                          | V                                                          | R                                                          | P                                                          | VG                                                         | OG                                                         | +/−                                                        | B                                                          | Pozice                                                     |
| 1939/40                                  | I. A třída BZMŽF                                           | 3                                                          | 30                                                         | 20                                                         | 2                                                          | 8                                                          | 132                                                        | 58                                                         | +74                                                        | 42                                                         | 2.                                                         |
| 1940/41                                  | I. A třída BZMŽF                                           | 3                                                          | 30                                                         | ...                                                        | ...                                                        | ...                                                        | ...                                                        | ...                                                        | ...                                                        |                                                            | 1.                                                         |
| 1941/42                                  | Moravsko-Slezská divize                                    | 2                                                          | 26                                                         | 10                                                         | 7                                                          | 9                                                          | 49                                                         | 56                                                         | −7                                                         | 27                                                         | 5.                                                         |
| 1942/43                                  | Moravsko-Slezská divize                                    | 2                                                          | 26                                                         | 8                                                          | 4                                                          | 14                                                         | 57                                                         | 71                                                         | −14                                                        | 20                                                         | 11.                                                        |
| 1943/44                                  | Moravsko-Slezská divize                                    | 2                                                          | 26                                                         | 9                                                          | 0                                                          | 17                                                         | 63                                                         | 89                                                         | −26                                                        | 18                                                         | 12.                                                        |
| 1944/45                                  | Končila druhá světová válka, fotbalové soutěže se nehrály. | Končila druhá světová válka, fotbalové soutěže se nehrály. | Končila druhá světová válka, fotbalové soutěže se nehrály. | Končila druhá světová válka, fotbalové soutěže se nehrály. | Končila druhá světová válka, fotbalové soutěže se nehrály. | Končila druhá světová válka, fotbalové soutěže se nehrály. | Končila druhá světová válka, fotbalové soutěže se nehrály. | Končila druhá světová válka, fotbalové soutěže se nehrály. | Končila druhá světová válka, fotbalové soutěže se nehrály. | Končila druhá světová válka, fotbalové soutěže se nehrály. | Končila druhá světová válka, fotbalové soutěže se nehrály. |
| Československo (1945 – 1993)             |                                                            |                                                            |                                                            |                                                            |                                                            |                                                            |                                                            |                                                            |                                                            |                                                            |                                                            |
| Sezóna                                   | Liga                                                       | Úroveň                                                     | Z                                                          | V                                                          | R                                                          | P                                                          | VG                                                         | OG                                                         | +/−                                                        | B                                                          | Pozice                                                     |
| 1945/46                                  | Moravsko-Slezská divize                                    | 2                                                          | 30                                                         | 12                                                         | 2                                                          | 16                                                         | 62                                                         | 83                                                         | −21                                                        | 26                                                         | 12.                                                        |
| 1946/47                                  | I. A třída BZMŽF – I. okrsek                               | 3                                                          | 22                                                         | 10                                                         | 3                                                          | 9                                                          | 59                                                         | 53                                                         | +6                                                         | 23                                                         | 7.                                                         |
| 1947/48                                  | I. A třída BZMŽF – I. okrsek                               | 3                                                          | 18                                                         | 7                                                          | 2                                                          | 9                                                          | 50                                                         | 53                                                         | −3                                                         | 16                                                         | 6.                                                         |
| 1948                                     | I. A třída ZMŽF – okrsek A                                 | 4                                                          | 11                                                         | 6                                                          | 3                                                          | 2                                                          | 39                                                         | 16                                                         | +23                                                        | 15                                                         | 2.                                                         |
| ...                                      |                                                            |                                                            |                                                            |                                                            |                                                            |                                                            |                                                            |                                                            |                                                            |                                                            |                                                            |
| 1951                                     | Krajská soutěž – Jihlava                                   | 2                                                          | 16                                                         | 11                                                         | 2                                                          | 3                                                          | 60                                                         | 35                                                         | +25                                                        | 24                                                         | 1.                                                         |
| 1952                                     | Krajský přebor – Jihlava                                   | 2                                                          | 22                                                         | 11                                                         | 3                                                          | 8                                                          | 63                                                         | 50                                                         | +13                                                        | 25                                                         | 5.                                                         |
| 1953                                     | Krajská soutěž – Jihlava                                   | 3                                                          | 11                                                         | 7                                                          | 2                                                          | 2                                                          | 42                                                         | 17                                                         | +25                                                        | 16                                                         | 4.                                                         |
| 1954                                     | Krajská soutěž – Jihlava                                   | 3                                                          | 18                                                         | 12                                                         | 2                                                          | 4                                                          | 68                                                         | 29                                                         | +39                                                        | 26                                                         | 1.                                                         |
| 1955                                     | II. liga – sk. A                                           | 2                                                          | 22                                                         | 5                                                          | 5                                                          | 12                                                         | 30                                                         | 53                                                         | −23                                                        | 15                                                         | 11.                                                        |
| 1956                                     | Oblastní soutěž – sk. C                                    | 3                                                          | 22                                                         | 8                                                          | 0                                                          | 14                                                         | 47                                                         | 69                                                         | −22                                                        | 16                                                         | 10.                                                        |
| 1957/58                                  | Oblastní soutěž – sk. C                                    | 3                                                          | 33                                                         | 12                                                         | 7                                                          | 14                                                         | 56                                                         | 58                                                         | −2                                                         | 31                                                         | 9.                                                         |
| 1958/59                                  | I. A třída Jihlavského kraje                               | 4                                                          | 26                                                         | 18                                                         | 2                                                          | 6                                                          | 97                                                         | 36                                                         | +61                                                        | 38                                                         | 3.                                                         |
| 1959/60                                  | I. A třída Jihlavského kraje                               | 4                                                          | 22                                                         | ...                                                        | ...                                                        | ...                                                        | ...                                                        | ...                                                        | ...                                                        |                                                            |                                                            |
| 1960/61                                  | I. třída Jihomoravského kraje – sk. A                      | 4                                                          | 26                                                         | 20                                                         | 2                                                          | 4                                                          | 100                                                        | 32                                                         | +68                                                        | 42                                                         | 1.                                                         |
| 1961/62                                  | Jihomoravský krajský přebor                                | 3                                                          | 26                                                         | 6                                                          | 7                                                          | 13                                                         | 43                                                         | 56                                                         | −13                                                        | 19                                                         | 13.                                                        |
| 1962/63                                  | I. třída Jihomoravského kraje – sk. A                      | 4                                                          | 26                                                         | 16                                                         | 4                                                          | 6                                                          | 74                                                         | 29                                                         | +45                                                        | 36                                                         | 3.                                                         |
| 1963/64                                  | I. A třída Jihomoravského kraje – sk. A                    | 4                                                          | 26                                                         | 10                                                         | 5                                                          | 11                                                         | 38                                                         | 49                                                         | −11                                                        | 25                                                         | 8.                                                         |
| 1964/65                                  | I. A třída Jihomoravského kraje – sk. A                    | 4                                                          | 26                                                         | 12                                                         | 3                                                          | 11                                                         | 46                                                         | 45                                                         | +1                                                         | 27                                                         | 6.                                                         |
| 1965/66                                  | I. A třída Jihomoravské oblasti – sk. A                    | 5                                                          | 26                                                         | 4                                                          | 4                                                          | 18                                                         | 35                                                         | 72                                                         | −37                                                        | 12                                                         | 14.                                                        |
| 1966/67                                  | I. B třída Jihomoravské oblasti – sk. A                    | 6                                                          | 21                                                         | 17                                                         | 0                                                          | 4                                                          | 99                                                         | 32                                                         | +67                                                        | 34                                                         | 1.                                                         |
| 1967/68                                  | I. A třída Jihomoravské oblasti – sk. A                    | 5                                                          | 26                                                         | 9                                                          | 2                                                          | 15                                                         | 40                                                         | 58                                                         | −18                                                        | 20                                                         | 12.                                                        |
| 1968/69                                  | I. B třída Jihomoravské oblasti – sk. A                    | 6                                                          | 26                                                         | 16                                                         | 2                                                          | 8                                                          | 63                                                         | 45                                                         | +18                                                        | 34                                                         | 3.                                                         |
| 1969/70                                  | I. A třída Jihomoravské župy – sk. A                       | 6                                                          | 26                                                         | 10                                                         | 4                                                          | 12                                                         | 45                                                         | 43                                                         | +2                                                         | 24                                                         | 8.                                                         |
| 1970/71                                  | I. A třída Jihomoravské župy – sk. A                       | 6                                                          | 26                                                         | 11                                                         | 7                                                          | 8                                                          | 51                                                         | 28                                                         | +23                                                        | 29                                                         | 4.                                                         |
| 1971/72                                  | I. A třída Jihomoravské župy – sk. A                       | 6                                                          | 26                                                         | 13                                                         | 6                                                          | 7                                                          | 44                                                         | 22                                                         | +22                                                        | 32                                                         | 3.                                                         |
| 1972/73                                  | I. A třída Jihomoravského kraje – sk. A                    | 6                                                          | 26                                                         | 14                                                         | 6                                                          | 6                                                          | 49                                                         | 27                                                         | +22                                                        | 34                                                         | 2.                                                         |
| 1973/74                                  | I. A třída Jihomoravského kraje – sk. A                    | 6                                                          | 26                                                         | 16                                                         | 7                                                          | 3                                                          | 48                                                         | 23                                                         | +25                                                        | 39                                                         | 1.                                                         |
| 1974/75                                  | Jihomoravský krajský přebor                                | 5                                                          | 30                                                         | 11                                                         | 8                                                          | 11                                                         | 30                                                         | 39                                                         | −9                                                         | 30                                                         | 12.                                                        |
| 1975/76                                  | Jihomoravský krajský přebor                                | 5                                                          | 30                                                         | 14                                                         | 4                                                          | 12                                                         | 31                                                         | 39                                                         | −8                                                         | 32                                                         | 6.                                                         |
| 1976/77                                  | Jihomoravský krajský přebor                                | 5                                                          | 30                                                         | 10                                                         | 5                                                          | 15                                                         | 33                                                         | 36                                                         | −3                                                         | 25                                                         | 14.                                                        |
| 1977/78                                  | I. A třída Jihomoravského kraje – sk. A                    | 5                                                          | 26                                                         | 19                                                         | 4                                                          | 3                                                          | 55                                                         | 18                                                         | +37                                                        | 42                                                         | 1.                                                         |
| 1978/79                                  | Jihomoravský krajský přebor                                | 4                                                          | 30                                                         | 8                                                          | 5                                                          | 17                                                         | 46                                                         | 66                                                         | −20                                                        | 21                                                         | 15.                                                        |
| 1979/80                                  | I. A třída Jihomoravského kraje – sk. A                    | 5                                                          | 30                                                         | 15                                                         | 5                                                          | 10                                                         | 58                                                         | 38                                                         | +20                                                        | 35                                                         | 5.                                                         |
| 1980/81                                  | I. A třída Jihomoravského kraje – sk. A                    | 5                                                          | 30                                                         | 16                                                         | 7                                                          | 7                                                          | 65                                                         | 38                                                         | +27                                                        | 39                                                         | 1.                                                         |
| 1981/82                                  | Jihomoravský krajský přebor                                | 5                                                          | 30                                                         | 11                                                         | 6                                                          | 13                                                         | 40                                                         | 46                                                         | −6                                                         | 28                                                         | 9.                                                         |
| 1982/83                                  | Jihomoravský krajský přebor                                | 5                                                          | 30                                                         | 14                                                         | 6                                                          | 10                                                         | 63                                                         | 48                                                         | +15                                                        | 34                                                         | 6.                                                         |
| 1983/84                                  | Jihomoravský krajský přebor – sk. A                        | 5                                                          | 26                                                         | 16                                                         | 1                                                          | 9                                                          | 55                                                         | 36                                                         | +19                                                        | 33                                                         | 3.                                                         |
| 1984/85                                  | Jihomoravský krajský přebor – sk. A                        | 5                                                          | 26                                                         | 11                                                         | 2                                                          | 13                                                         | 52                                                         | 38                                                         | +14                                                        | 24                                                         | 11.                                                        |
| 1985/86                                  | Jihomoravský krajský přebor – sk. A                        | 5                                                          | 26                                                         | 12                                                         | 7                                                          | 7                                                          | 41                                                         | 30                                                         | +11                                                        | 31                                                         | 6.                                                         |
| 1986/87                                  | Jihomoravský krajský přebor                                | 5                                                          | 26                                                         | 9                                                          | 7                                                          | 10                                                         | 34                                                         | 40                                                         | −6                                                         | 25                                                         | 8.                                                         |
| 1987/88                                  | Jihomoravský krajský přebor                                | 5                                                          | 26                                                         | 7                                                          | 7                                                          | 12                                                         | 31                                                         | 46                                                         | −15                                                        | 21                                                         | 11.                                                        |
| 1988/89                                  | Jihomoravský krajský přebor                                | 5                                                          | 26                                                         | 10                                                         | 2                                                          | 14                                                         | 28                                                         | 53                                                         | −25                                                        | 22                                                         | 13.                                                        |
| 1989/90                                  | Jihomoravský krajský přebor                                | 5                                                          | 26                                                         | 2                                                          | 8                                                          | 16                                                         | 13                                                         | 51                                                         | −38                                                        | 12                                                         | 14.                                                        |
| 1990/91                                  | I. A třída Jihomoravského kraje – sk. A                    | 6                                                          | 26                                                         | ...                                                        | ...                                                        | ...                                                        | ...                                                        | ...                                                        | ...                                                        |                                                            |                                                            |
| 1991/92                                  | Jihomoravský župní přebor                                  | 5                                                          | 26                                                         | 2                                                          | 4                                                          | 20                                                         | 21                                                         | 60                                                         | −39                                                        | 8                                                          | 14.                                                        |
| 1992/93                                  | I. A třída Jihomoravské župy – sk. B                       | 6                                                          | 26                                                         | 8                                                          | 6                                                          | 12                                                         | 37                                                         | 45                                                         | −8                                                         | 22                                                         | 13.                                                        |
| Česko (1993 – 2002)                      |                                                            |                                                            |                                                            |                                                            |                                                            |                                                            |                                                            |                                                            |                                                            |                                                            |                                                            |
| Sezóna                                   | Liga                                                       | Úroveň                                                     | Z                                                          | V                                                          | R                                                          | P                                                          | VG                                                         | OG                                                         | +/−                                                        | B                                                          | Pozice                                                     |
| 1993/94                                  | I. A třída Jihomoravské župy – sk. B                       | 6                                                          | 26                                                         | 17                                                         | 4                                                          | 5                                                          | 37                                                         | 22                                                         | +15                                                        | 38                                                         | 1.                                                         |
| 1994/95                                  | Jihomoravský župní přebor                                  | 5                                                          | 30                                                         | 12                                                         | 4                                                          | 14                                                         | 40                                                         | 40                                                         | 0                                                          | 40                                                         | 9.                                                         |
| 1995/96                                  | Jihomoravský župní přebor                                  | 5                                                          | 30                                                         | 16                                                         | 5                                                          | 9                                                          | 53                                                         | 35                                                         | +18                                                        | 53                                                         | 4.                                                         |
| 1996/97                                  | Jihomoravský župní přebor                                  | 5                                                          | 30                                                         | 21                                                         | 4                                                          | 5                                                          | 58                                                         | 23                                                         | +35                                                        | 67                                                         | 1.                                                         |
| 1997/98                                  | Divize D                                                   | 4                                                          | 30                                                         | 14                                                         | 7                                                          | 9                                                          | 45                                                         | 36                                                         | +9                                                         | 49                                                         | 4.                                                         |
| 1998/99                                  | Divize D                                                   | 4                                                          | 30                                                         | 9                                                          | 11                                                         | 10                                                         | 33                                                         | 30                                                         | +3                                                         | 38                                                         | 12.                                                        |
| 1999/00                                  | Divize D                                                   | 4                                                          | 30                                                         | 15                                                         | 8                                                          | 7                                                          | 43                                                         | 31                                                         | +12                                                        | 53                                                         | 4.                                                         |
| 2000/01                                  | Divize D                                                   | 4                                                          | 30                                                         | 9                                                          | 5                                                          | 16                                                         | 36                                                         | 47                                                         | −11                                                        | 32                                                         | 14.                                                        |
| 2001/02                                  | Jihomoravský župní přebor                                  | 5                                                          | 30                                                         | 14                                                         | 2                                                          | 14                                                         | 54                                                         | 49                                                         | +5                                                         | 44                                                         | 6.                                                         |

Poznámky:
- 1940/41: Borovina Třebíč se stala vítězem I. A třídy BZMŽF,[42] postoupila tak do druhé nejvyšší soutěže.[2]
- 1951: Chybí výsledky dvou utkání.[2]
- 1953: Tento ročník byl hrán jednokolově.[2]
- 1955: Jako jediné moravské mužstvo klub startoval ve skupině „A“.[2]
- 1957/58: Tento ročník byl hrán tříkolově (jaro 1957, podzim 1957 a jaro 1958), přecházelo se zpět na hrací systém podzim – jaro (od sezony 1958/59).[2]
- 1966/67: Chybí výsledek posledního utkání.[26]

## TJ BOPO Třebíč „B“
TJ BOPO Třebíč „B“ byl rezervním týmem třebíčských, který se pohyboval převážně v okresních soutěžích. Od roku 1953 vystupoval jako DSO Jiskra Třebíč II, později TJ Jiskra ZGK Třebíč „B“ a od roku 1969 jako TJ BOPO Třebíč „B“.

### Umístění v jednotlivých sezonách
Legenda: Z – zápasy, V – výhry, R – remízy, P – porážky, VG – vstřelené góly, OG – obdržené góly, +/− – rozdíl skóre, B – body, červené podbarvení – sestup, zelené podbarvení – postup, fialové podbarvení – reorganizace, změna skupiny či soutěže
| Československo (1953 – 1993) |                                      |        |    |     |     |     |     |     |     |    |        |
| Sezóny                       | Liga                                 | Úroveň | Z  | V   | R   | P   | VG  | OG  | +/− | B  | Pozice |
| ...                          |                                      |        |    |     |     |     |     |     |     |    |        |
| 1955                         | Krajská soutěž – sk. C               | 5      | 14 | 12  | 1   | 1   | 60  | 15  | +45 | 25 | 1.     |
| 1956                         | I. A třída Jihlavského kraje         | 4      | 22 | 4   | 4   | 14  | 47  | 86  | −39 | 12 | 11.    |
| 1957/58                      | I. B třída Jihlavského kraje – sk. A | 5      | 30 | 18  | 5   | 7   | 93  | 46  | +47 | 41 | 2.     |
| 1958/59                      | I. B třída Jihlavského kraje         | 5      | 24 | 15  | 3   | 6   | 105 | 57  | +48 | 33 | 4.     |
| ...                          |                                      |        |    |     |     |     |     |     |     |    |        |
| 1973/74                      | Okresní přebor Třebíčska             | 8      | 26 | ... | ... | ... | ... | ... | ... |    |        |
| 1974/75                      | Okresní přebor Třebíčska             | 8      | 26 | ... | ... | ... | ... | ... | ... |    |        |
| 1975/76                      | Okresní přebor Třebíčska             | 8      | 22 | ... | ... | ... | ... | ... | ... |    |        |
| 1976/77                      | Okresní přebor Třebíčska             | 8      | 22 | ... | ... | ... | ... | ... | ... |    |        |
| 1977/78                      | Okresní přebor Třebíčska             | 7      | 22 | ... | ... | ... | ... | ... | ... |    |        |
| 1978/79                      | Okresní přebor Třebíčska             | 7      | 22 | ... | ... | ... | ... | ... | ... |    |        |
| 1979/80                      | Okresní přebor Třebíčska             | 7      | 26 | ... | ... | ... | ... | ... | ... |    |        |
| 1980/81                      | Okresní přebor Třebíčska             | 7      | 26 | ... | ... | ... | ... | ... | ... |    |        |
| 1981/82                      | Okresní přebor Třebíčska             | 8      | 26 | ... | ... | ... | ... | ... | ... |    |        |
| ...                          |                                      |        |    |     |     |     |     |     |     |    |        |
| 1989/90                      | Okresní přebor Třebíčska             | 8      | 26 | ... | ... | ... | ... | ... | ... |    |        |
| 1990/91                      | Okresní přebor Třebíčska             | 8      | 26 | ... | ... | ... | ... | ... | ... |    |        |
| 1991/92                      | Okresní přebor Třebíčska             | 8      | 26 | ... | ... | ... | ... | ... | ... |    |        |
| 1992/93                      | Okresní přebor Třebíčska             | 8      | 26 | 15  | 3   | 8   | 52  | 34  | +18 | 33 | 3.     |
| Česko (1993 – 2001)          |                                      |        |    |     |     |     |     |     |     |    |        |
| Sezóny                       | Liga                                 | Úroveň | Z  | V   | R   | P   | VG  | OG  | +/− | B  | Pozice |
| 1993/94                      | Okresní přebor Třebíčska             | 8      | 26 | ... | ... | ... | ... | ... | ... |    |        |
| 1994/95                      | Okresní přebor Třebíčska             | 8      | 26 | ... | ... | ... | ... | ... | ... |    |        |
| 1995/96                      | Okresní přebor Třebíčska             | 8      | 26 | ... | ... | ... | ... | ... | ... |    |        |
| 1996/97                      | Okresní přebor Třebíčska             | 8      | 26 | ... | ... | ... | ... | ... | ... |    |        |
| 1997/98                      | Okresní přebor Třebíčska             | 8      | 26 | ... | ... | ... | ... | ... | ... |    |        |
| 1998/99                      | Okresní přebor Třebíčska             | 8      | 26 | ... | ... | ... | ... | ... | ... |    |        |
| 1999/00                      | Okresní přebor Třebíčska             | 8      | 26 | ... | ... | ... | ... | ... | ... |    |        |
| 2000/01                      | Okresní přebor Třebíčska             | 8      | 26 | ... | ... | ... | ... | ... | ... |    |        |